# Hermann Ludwig von Wartensleben
Le comte Hermann Ludwig Wilhelm Karl Alexander Friedrich von Wartensleben, né le 17 octobre 1826 à Berlin et mort le 9 mars 1921 dans son château de Karow, près de Genthin, est un général de cavalerie prussien et commandeur de la province de Saxe de l'ordre protestant de Saint-Jean.

## Biographie

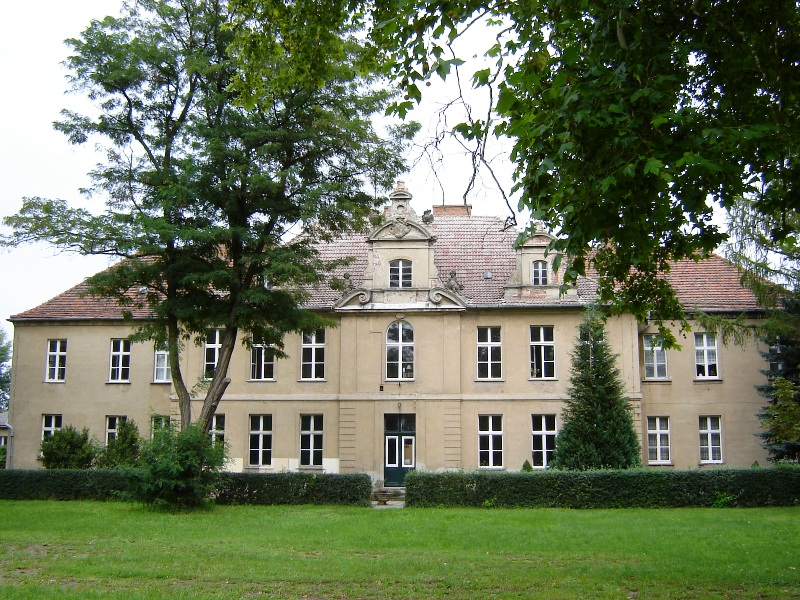
Château de Karow

Hermann Ludwig von Wartensleben appartient à une famille de la noblesse immémoriale du Magdebourg, les comtes de Wartensleben. Il est le fils du lieutenant-général comte Gustav von Wartensleben (1796-1886) et de son épouse, née Élisabeth von Goldbeck und Reinhard (1803-1869). Il épouse le 16 mai 1866 à Berlin Agnès von Podbielski (1846-1896), fille du général de cavalerie de l'armée royale de Prusse, Theophil von Podbielski. Ils eurent un fils et trois filles. Son frère Ludwig von Wartensleben (de) (né le 7 juillet 1831 et mort le 1er septembre 1926) est membre de la Chambre des seigneurs de Prusse.
Wartensleben a fréquenté l'académie de chevalerie de Brandebourg-sur-la-Havel dans sa jeunesse, d'avril 1838 à l'automne 1841. Hermann Ludwig von Wartensleben étudie le Droit à l'université de Heidelberg et à Berlin. Il est juriste de 1848 à 1850 à Genthin, puis entre au 7e régiment de cuirassiers. Il fréquente l'école militaire de 1853 à 1856 et devient premier lieutenant en 1858 puis capitaine la même année. Il entre à la première division de la garde. Il est nommé major en 1861 et chef d'escadron du 3e régiment de hussards (régiment fondé en 1730). Après avoir passé à l'état-major, il combat en 1864 pendant la guerre des Duchés. Il est au quartier-général pendant la guerre austro-prussienne de 1866. En 1868, il est nommé lieutenant-colonel à l'état-major, et l'année suivante colonel, commandant le 12e régiment de dragons. Il est haut quartier-maître en 1870.
À la guerre franco-prussienne de 1870-1871, Wartensleben prend part, avec la première armée, aux batailles de Spicheren, de Borny-Colombey, de Gravelotte, de Villers-Bretonneux et de l'Hallue. Il participe aussi au siège de Metz. Il est nommé chef d'état-major de l'armée du sud et il est décoré Pour le mérite en 1871.
Wartensleben est à l'état-major général à la fin de la guerre et s'occupe d'Histoire militaire à partir de 1872, en particulier de traités sur la dernière guerre de 1870-1871. Il est élevé au grade de major-général en 1873 et nommé commandant militaire de Berlin en 1878, puis élevé au grade de lieutenant-général l'année suivante. Il commande alors la XVIIe division. Il est général commandant du IIIe corps d'armée en 1884. Enfin en 1886, le général von Wartensleben est nommé général de cavalerie, avant de prendre sa retraite deux ans plus tard.
Il se retire dans son domaine de Karow, près de Genthin en Saxe-Anhalt. Il est nommé membre à vie de la chambre des seigneurs de Prusse en 1903. Le général comte von Wartensleben s'éteint dans son château à l'âge vénérable de quatre-vingt-quatorze ans. Entretemps, l'Empire allemand s'est écroulé.